# 25 luglio
Il 25 luglio è il 206º giorno del calendario gregoriano (il 207º negli anni bisestili). Mancano 159 giorni alla fine dell'anno.

## Eventi
- 306 – Costantino I viene proclamato imperatore dalle sue truppe;
- 325 – Conclusione del Concilio di Nicea: è stato il primo concilio ecumenico del mondo cristiano, secondo la prassi del Concilio di Gerusalemme di età apostolica;
- 864 – Con l'Editto di Pistres, Carlo il Calvo ordina misure difensive contro le invasioni vichinghe;
- 1139
  - Stipula del Trattato di Mignano tra papa Innocenzo II e Ruggero II di Sicilia;
  - Alfonso Henriques della contea di Portucale (vassalla del Regno di Castiglia) sconfigge i musulmani nella battaglia di Ourique, dichiara la propria indipendenza e proclama la nascita del Regno del Portogallo;
- 1261 – Riconquista di Costantinopoli da parte dei bizantini comandati dal generale Alessio Strategopulo; la città torna a essere capitale dell'Impero bizantino;
- 1365 – Un forte terremoto colpisce Bologna;
- 1467 – Viene combattuta la battaglia della Riccardina che vede fronteggiarsi Venezia, Ferrara, Bologna, lo Stato Pontificio e Urbino;
- 1526 – Battaglia di Camollia: le truppe senesi respingono l'attacco alla loro città da parte dell'esercito congiunto fiorentino-pontificio;
- 1593 – Enrico IV di Francia si converte pubblicamente dal protestantesimo al cattolicesimo;
- 1672 – Nell'ambito della guerra d'Olanda, Federico Guglielmo I di Brandeburgo firma un trattato di alleanza con le Province Unite;
- 1678 – In seguito alla morte del padre Alfonso II, Camillo III Gonzaga all'età di 28 anni diventa conte di Novellara;
- 1722 – La guerra dei tre anni inizia sul confine tra Maine e Massachusetts;
- 1758 – Guerre franco-indiane: le batterie della Fortezza di Louisbourg vengono messe a tacere e tutte le navi francesi vengono distrutte o catturate;
- 1759 – Guerre franco-indiane: in Canada, le forze britanniche strappano Fort Niagara ai francesi, che conseguentemente abbandonano Fort Rouillé;
- 1799 – Prima battaglia di Aboukir: ad Abukir, Egitto, Napoleone I di Francia sconfigge 10000 ottomani guidati da Mustafa Pascià;
- 1814 – Guerra del 1812: battaglia di Lundy's Lane, rinforzi arrivavano nei pressi del Niagara per le forze britanniche e canadesi del generale Phineas Riall; alle 18:00 inizia una sanguinosa battaglia, che si protrarrà per tutta la notte, contro gli uomini di Jacob Brown, finché gli americani non si ritireranno a Fort Erie;
- 1830 – Carlo X e i ministri del Polignac emana le Ordinanze di Saint-Cloud;
- 1861 – Guerra di secessione americana: la Risoluzione Crittenden-Johnson viene approvata dal Congresso statunitense: in essa si dichiara che la guerra viene combattuta per preservare l'Unione e non per porre fine alla schiavitù;
- 1866 – Il Congresso degli USA approva una legge che istituisce il grado di generale dell'esercito (oggi detto "generale a 5 stelle"); il tenente generale Ulysses S. Grant diventa il primo a ottenere questo grado;
- 1868 – Il Wyoming diventa territorio degli Stati Uniti d'America;
- 1869 – Come parte della Restaurazione Meiji, i daimyō (feudatari) iniziano a restituire i loro domini territoriali all'Imperatore (data secondo il calendario lunare: 18 giugno 1869);
- 1897 – Lo scrittore Jack London parte per unirsi alla Corsa all'oro del Klondike, dove scriverà i suoi primi racconti di successo;
- 1898 – Inizia l'invasione statunitense di Porto Rico con lo sbarco delle truppe nella baia di Guánica;
- 1907 – La Corea diventa un protettorato del Giappone;
- 1909 – Louis Blériot compie il primo volo in aeroplano attraverso La Manica, da Calais a Dover, in 37 minuti;
- 1917 – Sir Thomas Whyte introduce la prima tassa sul reddito in Canada, come misura "temporanea" (aliquota più bassa 4%, più alta 25%);
- 1920 – Telecomunicazioni: prima trasmissione radio bidirezionale transatlantica;
- 1934 – I nazisti assassinano il cancelliere austriaco Engelbert Dollfuss durante un fallito colpo di Stato;
- 1943 – Seconda guerra mondiale: Benito Mussolini viene sfiduciato dal Gran consiglio del fascismo che vota l'ordine del giorno Grandi, e successivamente viene arrestato a Villa Savoia dai capitani dei Carabinieri Paolo Vigneri e Raffaele Aversa e il suo esecutivo sostituito dal governo guidato da Pietro Badoglio; questo fatto segna convenzionalmente la caduta del fascismo;
- 1944 – Seconda guerra mondiale, Operazione Spring: uno dei giorni più sanguinosi per le truppe canadesi durante la guerra con 18444 perdite, fra cui 5021 morti;
- 1946
  - Test nucleari: nel primo test sottomarino di una bomba atomica, la USS Saratoga (CV-3) (non più operativa) viene affondata vicino all'Atollo di Bikini nell'oceano Pacifico, quando gli USA detonano la Baker Day;
  - USA: Dean Martin e Jerry Lewis si esibiscono per la prima volta in coppia;
- 1952 – Porto Rico diventa un territorio autogovernato degli USA;
- 1956 – A un'ottantina di chilometri da Nantucket Island, il transatlantico italiano Andrea Doria affonda dopo essersi scontrato nella nebbia con la Stockholm, causando la morte di 51 persone;
- 1968 – Papa Paolo VI pubblica l'enciclica Humanae Vitae;
- 1969 – Guerra del Vietnam: il presidente statunitense Richard Nixon dichiara la Dottrina Nixon, secondo la quale gli USA si aspettano che gli alleati asiatici si preoccupino della propria difesa militare; questo fu l'inizio della "vietnamizzazione" della guerra;
- 1973 – Viene lanciata la dodicesima sonda verso Marte, nell'ambito della missione russa Mars 5: raggiungerà il pianeta il 12 febbraio 1974 e invierà alla Terra alcuni dati;
- 1978 – Nasce Louise Brown, la prima dei cosiddetti bambini in provetta;
- 1984 – Svetlana Evgen'evna Savickaja, cosmonauta della Salyut 7, diventa la prima donna a camminare nello spazio;
- 1992 – I Giochi della XXV Olimpiade si aprono ufficialmente a Barcellona;
- 1994 – Israele e Giordania firmano la Dichiarazione di Washington che pone formalmente fine allo stato di guerra che esisteva fra le due nazioni dal 1948;
- 1997 – K.R. Narayanan giura come decimo presidente dell'India e primo membro della casta Dalit a ricoprire questo incarico;
- 1998 – La Marina Militare degli Stati Uniti d'America commissiona la portaerei USS Harry S. Truman (CVN-75) e la mette in servizio;
- 2000 – Parigi: un Concorde dell'Air France, il volo 4590 precipita poco dopo il decollo dall'Aeroporto Charles de Gaulle causando 113 vittime, le 109 persone a bordo e quattro a terra;
- 2004 – Oltre 100000 oppositori al piano di disimpegno del primo ministro Ariel Sharon partecipano a una catena umana che va da Gush Katif (le comunità ebraiche adiacenti alla Striscia di Gaza), fino al Muro Occidentale, a Gerusalemme, per una lunghezza totale di 90 chilometri;
- 2010
  - Cominciano le operazioni di deterrenza americane/sud-coreane contro le azioni nord-coreane, salpa la portaerei USS George Washington (CVN-73), la Corea del Nord minaccia una «dissuasione nucleare»;
  - WikiLeaks pubblica documenti classificati della guerra in Afghanistan;
- 2013 – Un incidente ferroviario a Santiago di Compostela (Spagna) provoca 79 vittime.

## Nati
Ci sono circa 1 180 voci su persone nate il 25 luglio; vedi la pagina Nati il 25 luglio per un elenco descrittivo o la categoria Nati il 25 luglio per un indice alfabetico.

## Morti
Ci sono circa 500 voci su persone morte il 25 luglio; vedi la pagina Morti il 25 luglio per un elenco descrittivo o la categoria Morti il 25 luglio per un indice alfabetico.

## Feste e ricorrenze

### Civili
Nazionali:
- Costa Rica – Anniversario dell'annessione della provincia di Guanacaste
- Cuba – Vigilia del giorno della Rivoluzione
- Finlandia - Giorno di Jaakko
- Porto Rico – Giorno della costituzione (1952)
- Tunisia – Giorno della Repubblica (1957)

### Religiose
Cristianesimo:
- San Giacomo il Maggiore (o San Jacopo), apostolo e martire, patrono della Spagna
- Santi Banto e Beato, eremiti
- San Bonifacio martire
- San Cristoforo, martire
- San Cucufate, martire
- Santa Eugenia, vergine e martire
- Santi Giustino, Fiorenzo, Felice e Giusta, martiri a Furci
- Santa Glodesinda, badessa
- San Magnerico, vescovo di Treviri
- Santa Maria Carmela Sallés y Barangueras, fondatrice delle Religiose concezioniste missionarie dell'insegnamento
- San Mordeyren
- Santa Olimpiade, vedova
- San Teodemiro di Cordova, martire
- Santa Valentina, martire
- Beato Antonio di Olmedo, mercedario
- Beato Antonio Lucci, vescovo
- Beato Ángel Darío Acosta Zurita, sacerdote e martire
- Beati Deogratias Palacios, Leone Inchausti, Giuseppe Rada, Giuliano Moreno e Giuseppe Riccardo Díez, martiri di Granada
- Beato Dionisio Pamplona Polo, sacerdote scolopio, martire
- Beati Federico Rubio Alvarez e 3 compagni, religiosi e martiri
- Beato Giovanni Soreth, sacerdote carmelitano
- Beata Maria Teresa di Gesù Bambino, vergine e martire
- Beato Michel-Louis Brulard, carmelitano, martire della Rivoluzione francese
- Beato Michele Peiró Victori, padre di famiglia, martire
- Beato Pietro Berno da Ascona, martire
- Beato Pietro da Mogliano, religioso
- Beato Pietro de Avedano, martire mercedario
- Beati Pietro Largo Redondo, Felice Ugalde Irurzun e Benedetto Solano Ruiz, religiosi passionisti
- Beato Rodolfo Acquaviva, gesuita, martire

Inca:
- Festa in onore di Apu Illapu

Religione romana antica e moderna:
- Furrinalia